# جدجد نملي أوريغوني
جدجد نملي أوريغوني (الاسم العلمي: Myrmecophilus oregonensis) هو نوع من الحشرات يتبع جنس الجدجد النملي من فصيلة الجداجد النملية.